# Jakub Radomski

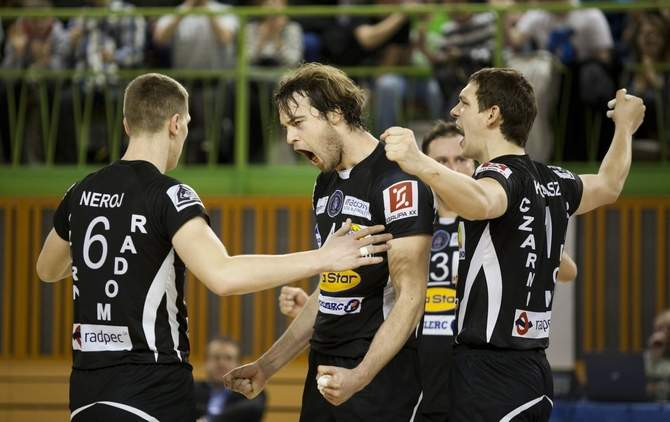
Jakub Radomski zawodnikiem Czarnych Radom

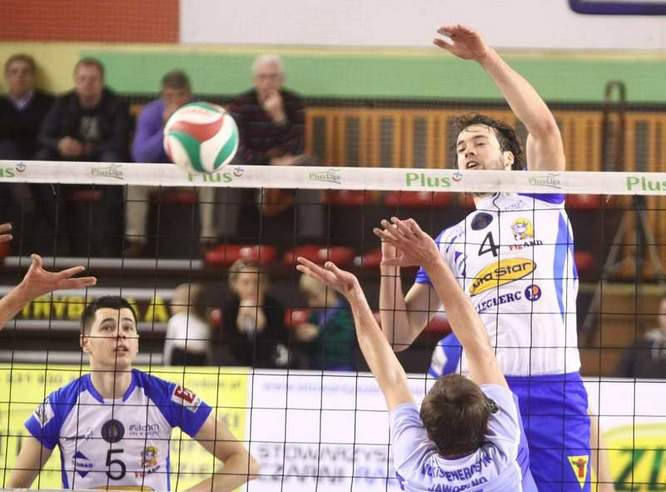
Jakub Radomski podczas wykonywania ataku w drużynie Czarnych Radom w sezonie 2012/2013

Jakub Radomski (ur. 17 marca 1988 w Warszawie) – polski siatkarz, grający na pozycji przyjmującego. Reprezentant Polski w kadrze B w 2008 roku.

## Kariera

### Kariera klubowa
Piłkę siatkową zaczął trenować w Metrze Warszawa pod okiem trenera Andrzeja Wrotka. Szybko jednak przeszedł pod opiekę szkoleniowca Wojciecha Szczuckiego i pod jego kierunkiem grał do 2007 roku. Początkowo Radomski występował na pozycji środkowego, ale w 2005 roku został przesunięty na przyjmującego. Z warszawskim klubem wywalczył trzy medale młodzieżowych mistrzostw Polski: srebro i złoto w kategorii kadetów (2004 i 2005) oraz brąz w zmaganiach juniorów (2006).
Od 2005 roku równolegle grał w II-ligowej Legii Warszawa, debiutując w rozgrywkach seniorów. Był kapitanem drużyny, która w sezonie 2006/07 zajęła 4. miejsce w grupie trzeciej II ligi.  - „Te ostatnie dwa lata [2005-2007] bardzo wiele mi dały. Grając w Legii zdobyłem dużo doświadczenia, które powinno zaprocentować w przyszłości. W zakończonym niedawno sezonie w swojej grupie zajęliśmy czwarte miejsce, chociaż mogliśmy zajść wyżej. Wszystkie drużyny, poza Treflem Gdańsk, były w naszym zasięgu. Jedynie z gdańszczanami nie udało nam się wygrać ani jednego spotkania” - oznajmił po zakończeniu sezonu Jakub Radomski.
Po udanym sezonie w Legii chęć pozyskania 19-letniego wówczas siatkarza wyraziło kilka klubów z Polskiej Ligi Siatkówki. W 2007 roku wybrał ofertę warszawskiego klubu J.W. Construction Osram AZS Politechnika Warszawska, gdzie zadebiutował w Polskiej Lidze Siatkówki. Jakub Radomski Politechniki. W pierwszym swoim sezonie w najwyższej klasie ligowej rozegrał 12 meczów w rundzie zasadniczej. Jego drużyna po wygranych spotkaniach play-out z Delectą Bydgoszcz oraz barażach utrzymała się w lidze, zajmując przedostatnie 9. miejsce. W kolejnym sezonie nie potrafił przebić się do podstawowego składu i był rezerwowym dla Serhija Kapełusia, Karela Kvasnički czy Andrzeja Skórskiego. Początkowo zmagał się również z kontuzją barku, która wykluczyła go z treningów. Do końca rozgrywek na boisku pojawił się jedynie w dwóch meczach ligowych. W klasyfikacji końcowej stołeczna drużyna zajęła 8. miejsce.
W następnym sezonie Radomski zaczął regularnie pojawiać się na boisku. Cały czas pełnił jednak funkcję zmiennika dla Serhij Kapełusia, Pawła Maciejewicza i Rafała Buszka. Po przegranych meczach play-out z Jadarem Radom rozstał się z drużyną. Przeszedł do radomskiego klubu, który w kolejnym sezonie wziął udział w rozgrywkach I ligi, ponieważ sprzedał miejsce w PlusLidze warszawskiej AZS Politechnice.
Po 3 latach spędzonych w zespole „Inżynierów” grał w I lidze kolejno w Jadarze Radom (2. miejsce, 2011) i Ślepsku Suwałki. W Jadarze był podstawowym i często jednym z najskuteczniejszych graczy. Z drużyną wywalczył wicemistrzostwo I ligi po przegranej rywalizacji z Treflem Gdańsk. Baraże o prawo gry w PlusLidze z kieleckim Fartem również zakończyły się porażką. Po zakończeniu sezonu udziały Jadaru zostały sprzedane, dzięki czemu Radomski - mimo ważnego kontraktu - uzyskał zgodę na poszukiwanie nowego pracodawcy. W latach 2012–2013 grał w zespole Ślepska Suwałki, z którym zajął 9. miejsce w klasyfikacji końcowej I-ligowych rozgrywek.
W 2012 roku został zawodnikiem beniaminka I ligi, Czarnych Radom. Jego drużyna dotarła do 1/4 finału Pucharu Polski i zdominowała rozgrywki zaplecza PlusLigi. W 2013 roku z drużyną wywalczył mistrzostwo I ligi i otrzymała zaproszenie do PlusLigi wraz z BBTS-em Bielsko-Biała jako dwie najlepsze zespoły. Jakub Radomski był jednym z kluczowych zawodników swojej drużyny.
Od sezonu 2014/2015 ponownie był zawodnikiem AZS-u Politechnika Warszawska. Od sezonu 2016/2017 występuje w szwajcarskiej drużynie Biogas Volley Näfels.

### Kariera reprezentacyjna
W 2006 roku Jakub Radomski otrzymał powołanie od trenera Zdzisława Gogola do szerokiej kadry reprezentacji Polski juniorów,  przygotowującej się do mistrzostw Europy. Uczestniczył w towarzyskim turnieju w Brnie. Zrezygnował jednak z dalszych przygotowań, ponieważ uznał, że nie ma najmniejszych szans na wyjazd na mistrzostwa Europy i wolał skupić się wyłącznie na grze w klubie.
W 2008 roku został powołany do drugiej reprezentacji kraju, prowadzonej przez Radosława Panasa. W kadrze B zadebiutował w meczu sparingowym z argentyńską drużyną juniorów, wygranym przez Polaków 3:1.

## Styl gry i umiejętności
Jakub Radomski jest graczem leworęcznym, grającym na pozycji przyjmującego. Jak opisuje jedna z informacji prasowych, siatkarz jest skromny i spokojny, co okazuje także na parkiecie. W trudnych sytuacjach w Metrze i Legii rozgrywający kierowali najważniejsze piłki do niego, ponieważ skutecznymi atakami potrafił poderwać drużynę do walki. Po odejściu z Legii siatkarz wspominał, że został jej kapitanem, gdyż jego klubowi koledzy uznali, iż ma bezkonfliktowy charakter i na ogół pozytywny wpływ na zespół.
W 2012 roku Gazeta Wyborcza napisała, że Radomski na swojej pozycji imponuje w atakach z tzw. trudnych piłek.

## Sukcesy klubowe

### młodzieżowe
Mistrzostwa Polski Kadetów:
- 2005
- 2004

Mistrzostwa Polski Juniorów:
- 2006

### seniorskie
Mistrzostwo I ligi:
- 2013
- 2011

Liga szwajcarska:
- 2017, 2018